# Dysputa (dramat)
Dysputa (fr. La Dispute) – komedia w jednym akcie Pierre’a de Marivaux wystawiona w 1744.

## Data powstania utworu
W połowie lat 40. szczególnym powodzeniem u publiczności cieszyły się krótkie, urocze i nieco sentymentalne utwory pseudoanakreontyczne. Sukcesy L'Oracle i Les Grâces Saint-Foix, skłoniły Marivaux do podjęcia próby w gatunku, który przyniósł mu pierwszy sukces odniesiony Arlekinem w szkółce miłości. Nie miał już niestety do dyspozycji Sylwii Zanetti, która umiała znakomicie oddać wszystkie te naiwności, powaby i wdzięki, którymi obdarzał autor swoje bohaterki. Zdecydował się więc oddać swą sztukę Teatrowi Francuskiemu, który rzadko był dla niego szczęśliwy i nie miał powodów do radości i tym razem. Utwór miał swą premierę 19 października 1744 i był ostatnią klęską Marivaux w Comédie-Française.

## Osoby
| Osoba    | Jej rola w dramacie                            |
| -------- | ---------------------------------------------- |
| Hermiana | ukochana księcia                               |
| Książę   |                                                |
| Mezru    | sługa księcia                                  |
| Karisa   | służąca księcia                                |
| Egla     | jedna z trójki dziewcząt, zakochana w Azorze   |
| Azor     | jeden z trzech młodzieńców, zakochany w Egli   |
| Adina    | jedna z trójki dziewcząt, zakochana w Mezrynie |
| Mezryn   | jeden z trzech młodzieńców, zakochany w Adinie |
| Mezlis   | jeden z trzech młodzieńców, kochanek Diny      |
| Dina     | jedna z trójki dziewcząt, kochanka Mezlisa     |

## Treść
Książę, w celu rozstrzygnięcia zakładu która płeć pierwsza okazała się niestałą w miłości, umieszcza w zamku pośrodku lasu na wychowanie trzy pary dzieci, zakazując jakiejkolwiek komunikacji między nimi. W chwili, gdy podnosi się kurtyna, na scenie pojawiają się trzej młodzieńcy i trzy młode dziewczyny. Jako pierwsza zjawia się Egla. Widzi odbijającą się w strumieniu swoją twarz, podziwia ją i dochodzi do wniosku, że chętnie spędziłaby życie na kontemplowaniu samej siebie. Jako kolejny zjawia się Azor: jest zaskoczony jej widokiem, potem oczarowany. Zbliża się do niej i oboje podziwiają się, dotykają, chwalą swą urodę. Azor całuje rękę Egli i dziewczyna czuje się z tego powodu bardzo szczęśliwa. Mówią sobie, że są stworzeni dla siebie nawzajem i przeznaczeni do wspólnego życia: są u szczytu radości. Tyle, że czasami muszą się rozstać, aby mieć więcej przyjemności z ponownego spotkania. Protestują przeciwko temu oddzieleniu. Aby uczynić je bardziej znośnym, każdemu zostaje dany, zgodnie z życzeniem, portret, ale tylko jeden. Azor wybiera portret Egli. Ona jednak prosi oń również,  a ponieważ nie może mieć dwóch, dostaje lustro. 
Azor oddala się, a pojawia się Adina. Właśnie opuściła swojego przyjaciela Mezryna, którego spotkała tego dnia po raz pierwszy, podobnie jak Egla Azora. Dwie młode dziewczyny są zdziwione, że nie wywierają, jedna na drugiej, tego wrażenia, jakie wywarły na dwóch młodych mężczyznach. Każda z nich uważa się za piękniejszą. Mówią sobie o tym i w końcu się kłócą. Z kolei spotykają się dwaj młodzieńcy i stają się są dobrymi kolegami.  
Tymczasem wraca Egla. Azor całuje ją w rękę, Mezryn robi to samo; Azorowi jest przykro, ale Egla uśmiecha się i przypomina mu, że od czasu do czasu rozkazano im się rozdzielić. Azor nie ma ochoty odejść, ostatecznie się zgadza, ale chce zabrać ze sobą Mezryna. Ten początkowo odmawia, Egla to aprobuje, ale Azor nalega i wychodzi z nim. Egla czuje się nieszczęśliwa. Kiedy opiekunowie pytają co czuje, odpowiada, że czuje złość do Azora o to, że zawsze chce tu być i nie pozwala całować jej dłoni Mezrynowi. Mezryn wydaje jej się słodszy. Nie kłóci się, nie zabiera kolegów. Poza tym Azor uważa, że jej uroda jest tylko dla niego, a jej zdaniem powinna być dla wszystkich. Egla jest zauroczona przybyszem, którego nie zna i o którym nie wie czy ją pokocha, podczas gdy Azor już ją kocha. Chce z nim uciec. Zjawia się Mezryn, szukał jej, ponieważ próbowano go z nią rozłączyć.  - Kochasz mnie, pyta dziewczyna. - Jak opętany. - Ale kochałeś Adinę? - Kochałem, to prawda. Nie wiem jak to się stało. Ale kocham ciebie. - Dobrze, bo ja też cię kocham - odpowiada Egla. 
Zjawia się Azor pogrążony w smutku. Egla wyznaje mu, że teraz kocha Mezryna. Azor jest zdziwiony. Ostatecznie rusza jednak na poszukiwanie Adiny, którą kocha i przez którą jest kochany. Jest jeszcze jedna para, której nie ima się żadna kokieteriaː Mezlis i Dina, kochają tylko siebie. Wszelkie zakłady są wobec nich bezsilne. 

## Omówienie
Dysputa podejmuje po latach temat Podwójnej niestałości, tyle że w inny sposób, przenosząc go w krainę abstrakcji. Idzie o rozstrzygnięcie kwestii, która z płci dała pierwsza dowód niestałości w miłości. Ponieważ brakowało dokumentów, postanowiono rzecz zbadać doświadczalnie. Doświadczenie trwało wiele lat. Gdy kurtyna podnosi się w górę, dobiega ono końca, pozostaje tylko odnotować rezultaty. 
O doświadczeniu tego rodzaju opowiada Herodot w II księdze swoich Dziejów. Pewien władca egipski postanowił zbadać, który język na świecie jest najstarszy. W tym celu zamknął w domu pośród lasu dwoje dzieci, do których miano się nie odzywać i nasłuchiwać, jakie pierwsze słowo padnie z ich ust. Okazało się, że było to słowo becos, co w języku frygijskim oznacza „chleb”. W ten sposób udowodniono, konkluduje historyk, że frygijski jest pierwotnym językiem ludzkości. Nie wiadomo czy Marivaux znał tę historię. W każdym razie do tego samego środka uciekają się jego zakładający się.  Ostatecznie, jak to bywa u Marivaux, okazuje się, że obie płcie były równocześnie jednakowo niestałe. 
W Dyspucie jest mnóstwo czarujących pomysłów i słów, ale wszystko to jest nieskończenie delikatne i aż nazbyt szczegółowe. Jest to sztuka przypominająca subtelnością saską porcelanę.